# Zhaitoubu
Zhaitoubu (kinesiska: 寨头堡乡, 寨头堡) är en socken i Kina. Den ligger i provinsen Shandong, i den östra delen av landet, omkring 110 kilometer norr om provinshuvudstaden Jinan. Antalet invånare är 19 744. Befolkningen består av 9 871 kvinnor och 9 873 män. Barn under 15 år utgör 17,0 %, vuxna 15-64 år 73 %, och äldre över 65 år 9,0 %.
Genomsnittlig årsnederbörd är 750 millimeter. Den regnigaste månaden är juli, med i genomsnitt 282 mm nederbörd, och den torraste är mars, med 3 mm nederbörd.